# Tord de Sulawesi becgroc
El tord de Sulawesi becgroc (Cataponera turdoides) és una espècie d'ocell de la família dels túrdids (Turdidae) i única espècie del gènere Cataponera Hartert, 1896, si bé modernament ha estat situat al gènere Turdus pel COI versió 12.1, 2012, arran els treballs de Reeve et al. 2012.

## Hàbitat i distribució
Habita el terra de la selva humida de les muntanyes de Sulawesi.

## Subespècies
S'han descrit quatre subespècies:
- C. t. abditiva Riley, 1918. Nord de la zona central de Sulawesi.
- C. t. heinrichi Stresemann, 1938. Sud-est de Sulawesi.
- C. t. tenebrosa Stresemann, 1938. Sud de Sulawesi.
- C. t. turdoides Hartert, 1896. Sud-oest de Sulawesi.